# Xam Neua
Xam Neua, laoski ຊຳເໜືອ,ponekad transkribirano u Sam Neua ili Samneua; doslovno znači "sjeverna močvara", glavni je grad provincije Houaphanh smještene na sjeveroistoku Laosa.

## Stanovništvo
Stanovnici grada su uglavnom laošani, vjetnamci i hmonžani, osim njih u gradu žive i poneki pripadnici naroda Tai Dam, Tai Daeng i Tai Lu. Prevladavajući je laoski jezik uz koji se ponešto govore i vjetnamski i hmonški. Francuski jezik je naslijeđen iz kolonijalnog razdoblja i govori ga malo stanovnika, ali ga mladi uče jer se koristi u upravi.

## O gradu
Xam Neua se nalazi u dolini u provincije Houaphan. Svakodnevno se u 5:45 u jutro i poslijepodne iz zvučnika smještenih na vrhu tornjeva mjesne škole čuje komunistička promidžba popraćena laoškom glazbom. U gradu se navodno nalazi i komunistički "popravni" logor, izgleda da je bio glavni grad Pathet Laoa tijekom Laoškog građanskog rata. U blizini su i Viengxay pećine u koje su se sklanjali tijekom rata, a za koje se nadaju da će postati turistička meka po uzoru na vijetnamske tunele Cu Chija u blizini grada Ho Ši Mina u Vijetnamu i na Polja smrti u blizini Phnom Penha. U blizini je i Zaštićeni rezervat Nam Et-Phou Louey.